# 兵庫県道418号付城細江線
兵庫県道418号付城細江線（ひょうごけんどう418ごう つけしろほそえせん）は、兵庫県姫路市を通る一般県道である。

## 概要
姫路市飾磨区付城から姫路市飾磨区細江に至る。

### 路線データ
- 起点：姫路市飾磨区付城（付城交差点、兵庫県道415号和久今宿線交点）
- 終点：姫路市飾磨区細江（材木市場北交差点、兵庫県道62号姫路港線交点）
- 総延長：2.449 km

## 路線状況

### 道路施設

#### 橋梁
- 高町橋（大井川、姫路市）
- 構西橋（水尾川、姫路市）
- 構南橋（船場川、姫路市）

## 地理

### 通過する自治体
- 姫路市

### 交差する道路
| 交差する道路              | 交差する場所        | 交差する場所            |
| ------------------------- | ------------------- | ----------------------- |
| 兵庫県道415号和久今宿線   | 飾磨区付城          | 付城交差点 / 起点       |
| 兵庫県道414号田寺今在家線 | 飾磨区今在家北1丁目 | 今在家北1丁目交差点     |
| 兵庫県道62号姫路港線      | 飾磨区細江          | 材木市場北交差点 / 終点 |

### 沿線
- JR西日本山陽本線 英賀保駅
- 姫路市立飾磨西中学校